# Платонове
Пла́тонове — село Окнянської селищної громади Подільського району Одеської області України. Населення становить 37 осіб. Відстань до центру громади становить близько 16 км і проходить автошляхом E584, із яким збігається М13.
Неподалік від села розташований прикордонний пункт пропуску через молдавсько-український кордон — «Платонове — Гоянул Ноу».

## Історія
12 червня 2020 року, відповідно до Розпорядження Кабінету Міністрів України від № 724-р «Про визначення адміністративних центрів та затвердження територій територіальних громад Одеської області», увійшло до складу Окнянської селищної громади.
19 липня 2020 року, в результаті адміністративно-територіальної реформи і ліквідації Окнянського району, село увійшло до складу новоутвореного Подільського району.

## Населення
Згідно з переписом УРСР 1989 року чисельність наявного населення села становила 36 осіб, з яких 16 чоловіків та 20 жінок.
За переписом населення України 2001 року в селі мешкало 37 осіб.

### Мова
Розподіл населення за рідною мовою за даними перепису 2001 року:
| Мова       | Відсоток |
| ---------- | -------- |
| українська | 81,08 %  |
| російська  | 13,51 %  |
| молдовська | 5,41 %   |